# Гостиница «Россия» (телесериал)
«Гостиница «Россия» — российский телесериал, снятый в жанре мелодрамы и детектива. Телесериал снят кинокомпанией «Марс Медиа Энтертейнмент». Премьера многосерийного фильма в России состоялась с 16 по 26 октября 2017 года на «Первом канале».

## Сюжет
События фильма происходят в Москве в 1976—1977 годах, в гостинице № 1 в СССР «Россия». Главная героиня фильма, Ксения Романовна Баскакова, работает в орготделе гостиницы и находится на хорошем счету у руководства гостиницы и по партийной линии, у КГБ также нет претензий к Баскаковой. Учитывая это и рекомендацию руководства, Баскакова занимает завидную должность — заместителя начальника орготдела, а со временем назначается исполняющей обязанности руководителя отдела. Баскакова прекрасно справляется со своими должностными обязанностями на вверенных ей участках, несмотря на то, что в гостинице № 1 СССР постоянно происходит масса нештатных и внеплановых ситуаций, связанных с тем, что на её территории пересекаются интересы и разрешаются вопросы в интересах политических и партийных руководителей страны, а также интересы КГБ, милиции, криминальных и деловых кругов. Плюс уровень ответственности сотрудников значительно повышается тем, что гостиница фактически является организацией, встречающей и провожающей высокопоставленных чиновников из-за рубежа и знаменитых иностранных гостей. В таких условиях приходится работать главной героине, условия усложняются попытками коллег сместить её с должности, непростой личной биографией Баскаковой и попытками главной героини сохранить в себе человеческие и женские черты, всё это создаёт насыщенный круговорот событий, с которыми главная героиня вынуждена справляться.
По словам авторов фильма, все события являются вымышленными, а совпадения с реальными событиями и людьми случайными. Тем не менее, есть несколько знаковых событий, освещённых в фильме и имевших место в истории гостиницы «Россия», а именно приезд съёмочной группы для съёмок фрагментов фильма «Мимино» и пожар в гостинице, унёсший жизни 42 человек. Фактически пожар и его последствия являются кульминацией фильма и поднимают «на-гора» многочисленные внутренние проблемы тогдашнего советского общества с его плановой экономикой, страхами перед партией за невыполненные в срок работы, приурочивание крупных строительств к определенным праздникам и т. д., что и стало основной причиной такого масштабного пожара и большого количества жертв. В фильме показаны сцены, где это явно можно наблюдать, также показан героизм, например, главной героини, Ксении Романовны Баскаковой, которая выводила людей из горящей гостиницы. Апогеем этого стало спасение Баскаковой раненого Мануэля Сантоса. По сути, пожар и поставил точку в телесериале, а главная героиня проявила себя героическим поступком — спасла жизнь иностранному гражданину, от которого была беременна, и в итоге после выхода из больницы отказалась от повышения по службе и решила сохранить ребёнка.

## Съёмки
Часть съёмок сцен внутри гостиницы происходила в доме отдыха, расположенном в городе Кашин Тверской области.

## Съёмочная группа
- Автор сценария: Дмитрий Миропольский
- Режиссёр: Сергей Сенцов
- Оператор: Рафик Галеев
- Композиторы: Вадим Маевский, Александр Туркунов
- Продюсеры: Рубен Дишдишян (генеральный), Нелли Яралова (генеральный), Анна Бочкарёва (исполнительный), Елена Денисевич, Арам Мовсесян, Вадим Горяинов

## В ролях
| Актёр              | Роль                                                                |
| ------------------ | ------------------------------------------------------------------- |
| Екатерина Вилкова  | Ксения Романовна Баскакова, сотрудница орготдела гостиницы          |
| Иван Босильчич     | Мануэль Сантос, сандинист, ведущий переговоры с Правительством СССР |
| Павел Трубинер     | Яннис Эдуардович Берзень, майор 5-го управления КГБ                 |
| Евгений Пронин     | Алексей Ракитин, капитан 9-го управления КГБ                        |
| Анатолий Горячев   | Андрей Дормидонтович Хазов, начальник хозяйственного отдела         |
| Людмила Дребнёва   | Искра Ефимовна, начальник орготдела гостиницы                       |
| Данила Дунаев      | Гарик, гид экскурсионного автобуса                                  |
| Татьяна Рассказова | Светлана Валентиновна, тётя Ксении                                  |
| Софья Синицына     | Вика, стажёр орготдела гостиницы                                    |
| Иван Дубровский    | Лёня Макаренко, курсант                                             |
| Никита Тарасов     | Сергей Петрович, референт Гришина                                   |
| Владимир Матвеев   | Виктор Васильевич Гришин, первый секретарь Московского горкома КПСС |
| Степан Старчиков   | Владимир Фёдорович Промыслов, председатель Мосгорисполкома          |
| Сергей Цепов       | Семён Пробкин, отец Ксении                                          |
| Александр Карпов   | Соломон Маркович, ювелир                                            |
| Сергей Барковский  | Де Мартини                                                          |
| Владимир Кошевой   | Борис Воскресенский, советский шахматист                            |
| Дмитрий Полонский  | закадровое озвучивание                                              |

## Персонажи
Ксения Романовна Баскакова — заместитель начальника, впоследствии исполняющая обязанности начальника орготдела гостиницы «Россия», безупречная сотрудница. До начала действия телесериала работала в школе преподавателем русского языка, литературы, и иностранных языков. Поначалу имела симпатию к Алексею Ракитину, капитану КГБ. Впоследствии встретила и влюбилась в Мануэля Сантоса, представителя сандинистов, и родила от него ребёнка. В конце уволилась из гостиницы и стала работать переводчиком. Владеет русским, английским, французским, испанским и итальянским языками.
Мануэль Сантос — представитель Фронта национального освобождения имени Сандино, ведущий переговоры с Правительством СССР, учился в университете дружбы народов СССР. Влюбился в Ксению с первого взгляда, когда узнал, что Ксения от него беременна и что Ксения спасла ему жизнь во время пожара, вернулся к ней и остался жить в СССР. Владеет испанским, русским и английским языками.
Алексей Ракитин — капитан 9 управления КГБ. Курирует Иностранные делегации в СССР. Влюблён в Ксению, когда она выбрала Мануэля, пытался препятствовать, но не получилось. Неоднократно спасал Баскакову от неприятностей, используя своё служебное положение, в том числе с тем, чтобы защитить её от коллег по КГБ, был вынужден сделать её своим агентом. Владеет русским, английским и испанским языками.
Игорь Викторович Горин, «Гарик» — гид экскурсионного автобуса, в прошлом сожитель Баскаковой. Незаконно торгует импортными товарами за валюту («фарцует»), используя гостиницу как место для хранения и реализации товара. Владеет русским, английским и итальянским языками.
Вика Столерова — протеже начальника орготдела, стажёр орготдела гостиницы, а впоследствии правая рука Баскаковой. Владеет русским, английским и испанским языками.
Леонид Макаренко — курсант МВВКУ, бывший ученик Ксении. Знакомится на Красной площади с Гариком и вступает с ним в финансовые отношения, но когда понимает, что Гарик шантажирует Ксению Романовну, сообщает всё капитану КГБ Алексею Ракитину. Едва не погибает в теракте, там знакомится с девушкой Нэллей и они начинают встречаться.

## Краткое содержание серий

### 1 серия
Москва, 1976 год. Гостиница номер 1 в СССР «Россия» живёт своей жизнью. В её коридорах переплетаются интересы высшей партийной и политической элиты как СССР, так и высокопоставленных гостей из-за рубежа. Также пристально следят за этим всем сотрудники КГБ и милиции, а криминал и советские дельцы пытаются решать на её территории свои вопросы. Сотрудница орготдела Ксения Романовна Баскакова работает на очень ответственном и почётном участке — в её обязанности входит встреча и организация быта досуга членов иностранных делегаций, а также удовлетворение иногда не простых и нарушающих все строгие инструкции запросов партийного аппарата и их родственников. Ксения с блеском справляется со своими обязанностями и на хорошем счету у руководства.

### 2 серия
На Баскакову в очередной раз доносят, и её начинает проверять ОБХСС, её спасает капитан КГБ Ракитин, вернув в гостиницу ювелира, который подарил Ксении копию серёжек Фаберже. 5-е управление КГБ в лице майора Берзиня организовывает в гостинице операцию по недопущению ослабления спортивной мощи страны в виде брака с последующим выездом за рубеж известного советского шахматиста Воскресенского и внучки белогвардейского (власовского) генерала Широкова, прибывшей в составе французской делегации профсоюзов.

### 3 серия
В гостинице жизнь бьёт ключом, как это часто бывает, в высших эталонах общества и власти бурлят интриги и операции спецслужб. Начальник хозяйственного отдела Хазов продолжает попытки сместить Баскакову с должности при помощи компромата. КГБ проводит операцию по дискредитации невесты шахматиста Воскресенского, Ксения становится невольным свидетелем и настроена решительно помешать нечестной игре КГБ, Ракитин советует ей не делать этого, но Ксения настроена решительно.

### 4 серия
В этот раз КГБ следит за прибывшим в СССР итальянским бизнесменом, предполагая его связь с советским коллекционером картин, и проводит операцию по недопущению вывоза коллекции из СССР. Баскакову привлекают к операции в качестве переводчика при прослушивании бесед итальянца. В очередной раз моральные принципы Баскаковой не позволяют ей равнодушно наблюдать за методами спецслужб, и она, решительно настроившись, идёт к своему руководителю. Та успокаивает Ксению и вручает ей ордер на служебную квартиру.

### 5 серия
К Баскаковой приезжает отец, существование которого она скрывала, чтобы иметь возможность строить карьеру, поскольку биография отца — антисоветчика закрыла бы Ксении все пути в её карьере. Отец Баскаковой приезжает якобы по приглашению Ксении, которое ему отправил от её лица Дормидонтыч, который метит на место Баскаковой. Пока Ксения заселяется в новую квартиру, Дормидонтыч поселяет отца в гостинице в надежде на то, что тот проявит свои наиболее яркие антисоветские качества, и это послужит основанием для увольнения Ксении. В то же время в гостинице проходит партхозактив. Три члена партхозактива Виктор Федотович Левченко от Украинской ССР, Джаваншир Алиевич Маметов от Азербайджанской ССР и Нуриддин Каримович Абдрахимов от Узбекской ССР встречаются в гостинице и собираются «расписать пульку», но жена Левченко запрещает ему видеться с товарищами. Хазов подсаживает отца Ксении к Абдрахимову и Маметову, и они решают играть в карты втроём. Но очередная затея Хазова не только не разрушила карьеру Ксении, а и основательно её упрочила благодаря её находчивости, сообразительности отца и текущей политической ситуации в стране.

### 6 серия
Несмотря на то, что история с отцом обернулась на пользу Баскаковой, Хазов не успокаивается и ищет пути, как занять место Ксении, он общается с бывшим мужчиной Баскаковой, который работает гидом при гостинице и имеет свои мотивы навредить Ксении. Хазов подсказывает Гарику (бывшему мужчине Ксении), где нужно поискать компромат на Баскакову. Параллельно случается так, что Искра Ефимовна попадает в больницу с инфарктом, и Баскакову назначают временно исполняющей обязанности начальника орготдела. Хазов не успокаивается и подключает своих знакомых по партийной линии, чтобы занять завидную вакансию. В это же время в гостиницу прибывает делегация из Никарагуа во главе с Мануэлем Сантосом.

### 7 серия
Баскакова увлекается Мануэлем Сантосом и проводит с ним ночь, наутро понимая, чем для неё может быть чревата связь с иностранцем; терзаемая выбором между вспыхнувшей страстью и карьерой, Ксения не выходит на работу. Зафиксировав связь Баскаковой и Сантоса, сотрудники 4-го управления КГБ предполагают, что это операция спланирована коллегами из 9-го управления, но вскоре всё выясняется, и Баскакова оказывается в незавидном положении. Череда событий в Москве и гостинице не дают главной героине расслабляться, в гостиницу приходит на проверку пожарная инспекция, в результате проверки выясняется, что гостиницу необходимо закрывать по нормам пожарной безопасности, но это невыгодно ни спецслужбам, ни партийному руководству.

### 8 серия
После проведённой ночи с Баскаковой Сантос ищет с ней встречи, благодаря чему КГБ узнаёт, что связь Ксении и Сантоса — это не спланированная операция, а личные симпатии, которые возникли между мужчиной и женщиной, и теперь Баскакова как никогда близка к краху своей карьеры. У Сантоса также дела пошли не так, как планировалось, и он со своей делегацией поспешно уезжает из Союза.

### 9 серия
Взгляды некоторых представителей руководства СССР в отношениях с некоторыми международными партнёрами кардинально отличаются: одни высокие чины обещают сделку эфиопам, другие никарагуанцам, и в гостинице № 1 начинается новый виток интриг и операций спецслужб. Также в этой серии показана спецоперация КГБ СССР по склонению к сотрудничеству члена испанского Парламента; в этой работе значительная роль отводилась именно Баскаковой.

### 10 серия
Баскаковой поручают передать Сантосу сообщение от КГБ, и таким образом Сантос понимает, что она работает на спецслужбы. По таковой причине они в очередной раз ссорятся. Члены Эфиопской делегации принимают решение убить Сантоса, так как считают, что по его вине у них не состоялась сделка с сухогрузами, и ищут способы купить ингредиенты для взрывчатки.

### 11 серия
В гостинице начинается пожар. Прибывшие на место пожарные присваивают ему максимальный уровень угрозы, начинается эвакуация проживающих. Информация о пожаре доходит до высшего партийного руководства страны и столицы, и чиновники также начинают подключаться к руководству тушением пожара, опасаясь ответственности за ненадлежащее противопожарное состояние гостиницы. Пожарные обнаруживают несколько очагов пожара, и таким образом возникают версии об умышленном поджоге и возможной диверсии. Баскакова спасает раненого Сантоса, пострадавшего от взрыва организованного эфиопами. Несмотря на пожар, в это время в гостинице идёт концерт Райкина, но зрителей не спешат эвакуировать, чтобы не создавать панику и давку. Баскакову и Сантоса увозят в больницу, пожарные продолжают тушение пожара и считать погибших.

### 12 серия
Пожар в гостинице погасили, и начали искать и назначать виновных, одним из кандидатов была Баскакова, так как она отвечала за противопожарную безопасность и была ответственная в этот день по гостинице, но судьба распорядилась иначе, и Ксении предложили повышение по должности, от которого она отказалась и приняла решение вообще уволиться из гостиницы. Пока Ксения находилась в больнице, её тётя узнала, что она беременна, и начала уговаривать Ксению сделать аборт. Баскакова решает оставить ребёнка, увольняется с работы, а, родив ребёнка, через некоторое время встречается с Сантосом, приехавшим к ней и решившим остаться в СССР.

## Критика
Снимать про прошлое, и прежде всего советское — любимое занятие наших телевизионных продюсеров. Та страна умерла внезапно и горечь потери ощутима даже у тех, кому сейчас 40, что уж говорить об основной аудитории главных каналов. Показываешь зрителю Москву 1970-х — и всё, он твой: ностальгически вспоминает мороженое по сколько-то там копеек и не замечает вялого сценария и недостоверной игры. Изображать былую эпоху — это легко, это вам не в глубинах человеческой души ковыряться. Последнего продюсеры боятся как огня, оттого персонажи в «Гостинице...» условны и не хотят проецироваться на нашу реальность. Хорошие сериалы, действие которых разворачивается в прошлом, снимают, чтобы прочувствовать настоящее. Но не в этот раз, да.— Сергей Ефимов, заместитель редактора журнала «Телепрограмма», журналист газеты «Комсомольская правда», 2017